# Norbert Brainin
Pour les articles homonymes, voir Brainin.
Norbert Brainin, né le 12 mars 1923 à Vienne dans une famille juive, et mort le 10 avril 2005 à Londres, est un violoniste autrichien et britannique. En 1938, Norbert Brainin quitte Vienne pour Londres pour échapper aux persécutions qui conduiront à la Shoah. À Londres, il fait les études avec le professeur de violon Max Rostal, qui lui donne des cours gratuitement. Comme beaucoup de réfugiés juifs, il a la malchance d'être classé par les Britanniques comme "Ennemi étranger" lors de sa demande d'asile au Royaume-Uni. Norbert Brainin rencontre Peter Schidlof (alto) dans le camp d'internement du Shropshire, et Siegmund Nissel (violon) dans le camp d’internement de l’Île de Man. Tous étudient avec Max Rostal, qui leur présente le violoncelliste Martin Lovett. Après la guerre, ils fondent le Brainin Quartet en 1947, qui deviendra le Amadeus Quartet en 1948, un des quatuors à cordes les plus appréciés du monde. 

## Distinctions
- Croix de commandeur de l'ordre du Mérite

## Sources
- Norbert Brainin - Encyclopédie Universalis
- Mort de Norbert Brainin, fondateur du Quatuor Amadeus
- Hartmut Cramer, « A la mémoire de Norbert Brainin », Nouvelle Solidarité,‎ 6 mai 2005 (lire en ligne)